# Gourin
Gourin (bretonisch: ebenso Gourin) ist eine französische Gemeinde mit 3.892 Einwohnern (Stand 1. Januar 2022) im Département Morbihan in der Region Bretagne. Sie gehört zum Gemeindeverband Roi Morvan Communauté.

## Herkunft des Ortsnamens
Der Name des Ortes Gourin stammt aus dem bretonischen Govrein. Nach wie vor spricht ein hoher Anteil der ansässigen Bevölkerung die Bretonische Sprache.

## Geographie
Gourin liegt ganz im Nordwesten des Départements Morbihan an der Grenze zu den Départements Côtes-d’Armor und Finistère und gehört zum Pays du Roi Morvan.
Nachbargemeinden sind die im Département Finistère gelegenen Gemeinden Spézet und Saint-Hernin im Norden, das im Département Côtes-d’Armor gelegene Tréogan im Nordosten, Langonnet im Osten, Le Saint im Südosten, Guiscriff im Süden sowie Roudouallec im Westen.
Der Ort selber liegt an einem Kreuzungspunkt einiger Regionalstraßen. Die wichtigsten Straßenverbindungen sind die – östlich des Orts durch die Gemeinde führende – D769 von Saint-Pol-de-Léon nach Lorient und die N164 im Norden. Der Ort hatte sowohl einen Bahnhof der Chemins de fer du Morbihan als auch einen des Réseau Breton.
Die bedeutendsten Gewässer sind der auf Gemeindegebiet bei Saint-Nicolas entspringende Fluss Inam (im Oberlauf auch Stêr Laër genannt) sowie die Bäche Gozvoalet, Kerendily, Kergonan, Menguionnet, Moulin, Moulin du Duc, Moulin Quilliou, Moulin du Pré und Rastal Groui. Einige dieser Gewässer bilden teilweise die Gemeindegrenze. Zudem gibt zahlreiche Teiche auf dem Gemeindegebiet. Nur geringe Flächen des Gemeindeareals sind bewaldet.

## Geschichte
Die Gemeinde gehört historisch zur bretonischen Region Kernev (frz. Cornouaille) und innerhalb dieser Region zum Gebiet Bro Chtou (frz. Chtou) und teilt dessen Geschichte. Seit 1793 ist Gourin Hauptort eines eigenen Kantons.

## Bevölkerungsentwicklung
| Jahr      | 1962 | 1968 | 1975 | 1982 | 1990 | 1999 | 2006 | 2019 |
| Einwohner | 5195 | 5128 | 5199 | 4925 | 4734 | 4464 | 4193 | 3779 |

## Sehenswürdigkeiten
- Kirche Saint-Pierre et Saint-Paul aus dem Jahr 1490, erweitert 1676
- Kapelle Notre-Dame-de-Consolation in Moustérien aus den Jahren 1874/1875 (mit Kultgegenständen der Vorgängerkapelle aus dem 15./16. Jahrhundert)
- Kapelle Notre-Dame-des-Victoires (auch Kapelle der Jungfrau) aus dem Jahr 1509; restauriert und erweitert um 1830
- Kapelle Saint-Guénolé (auch Saint-Guénolé) aus dem Jahr 1688 (restauriert 1770 und 1969)
- Kapelle Saint-Hervé aus den Jahren 1518–1536
- Kapelle Saint-Nicolas aus dem Jahr 1507
- Kapelle Saint-Philibert in Landevec aus dem Jahr 1668
- Schloss Tronjoly aus dem Jahr 1768
- Herrenhäuser Gwel Kaër (1880–1907), Kerbiguet (1564–1580), Kerambris (16. Jahrhundert) und Menguionnet (15. bis 16. Jahrhundert),
- zahlreiche ältere Gebäude (Arbeiterhäuser, Lidec Bourvic Canevet, Schulen Saint-Joseph-de-Cluny und Saint-Yves)
- Denkmal der Gefallenen des Ersten Weltkriegs
- Mühlen von Kerbiguet aus dem 18. Jahrhundert
- Menhir von Kerbiguet Lann'
- Allée couverte von Minguionnet liegt im Süden der Stadt Gourin

Quelle:

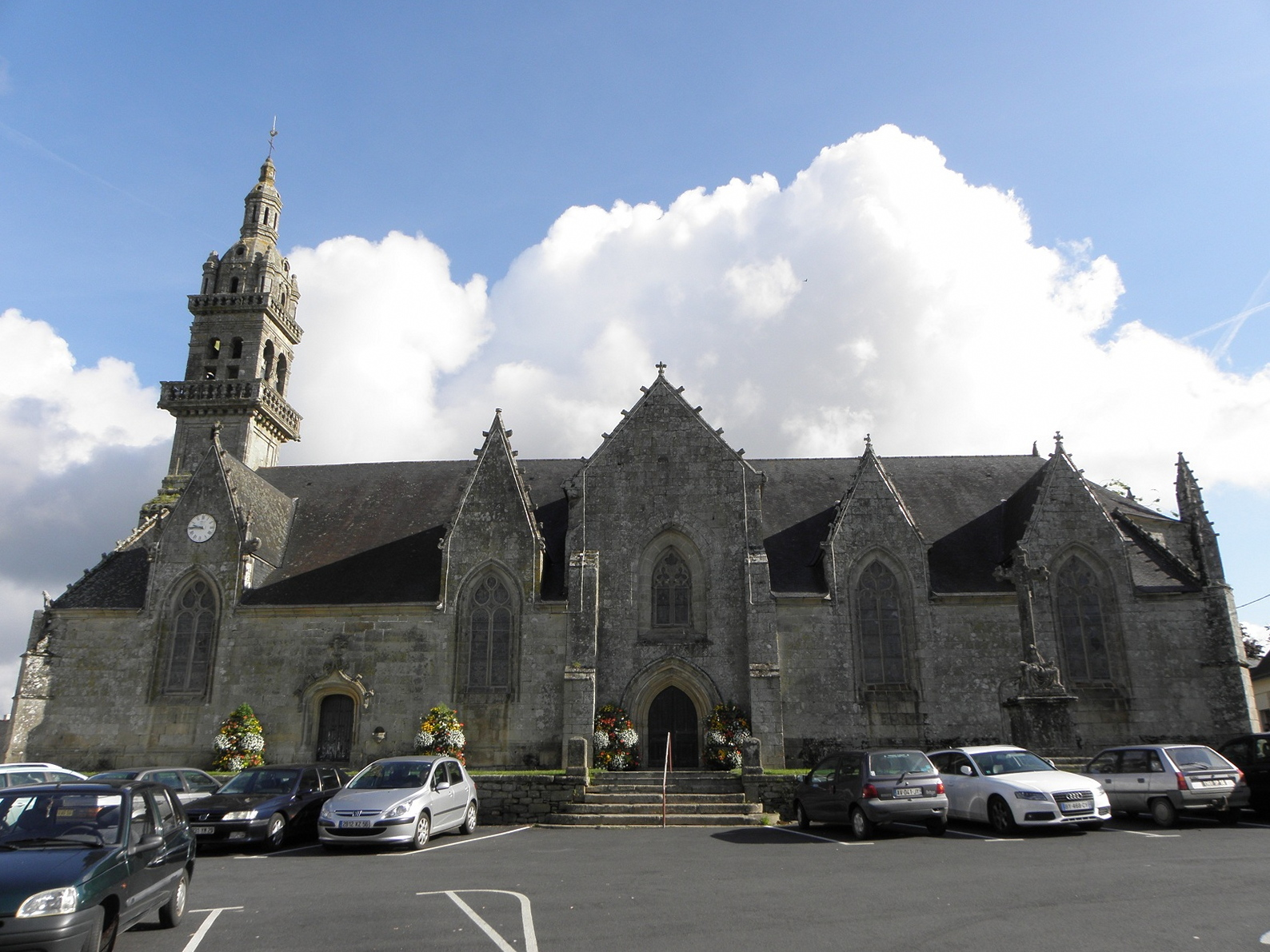
Kirche Saint-Pierre et Saint-Paul
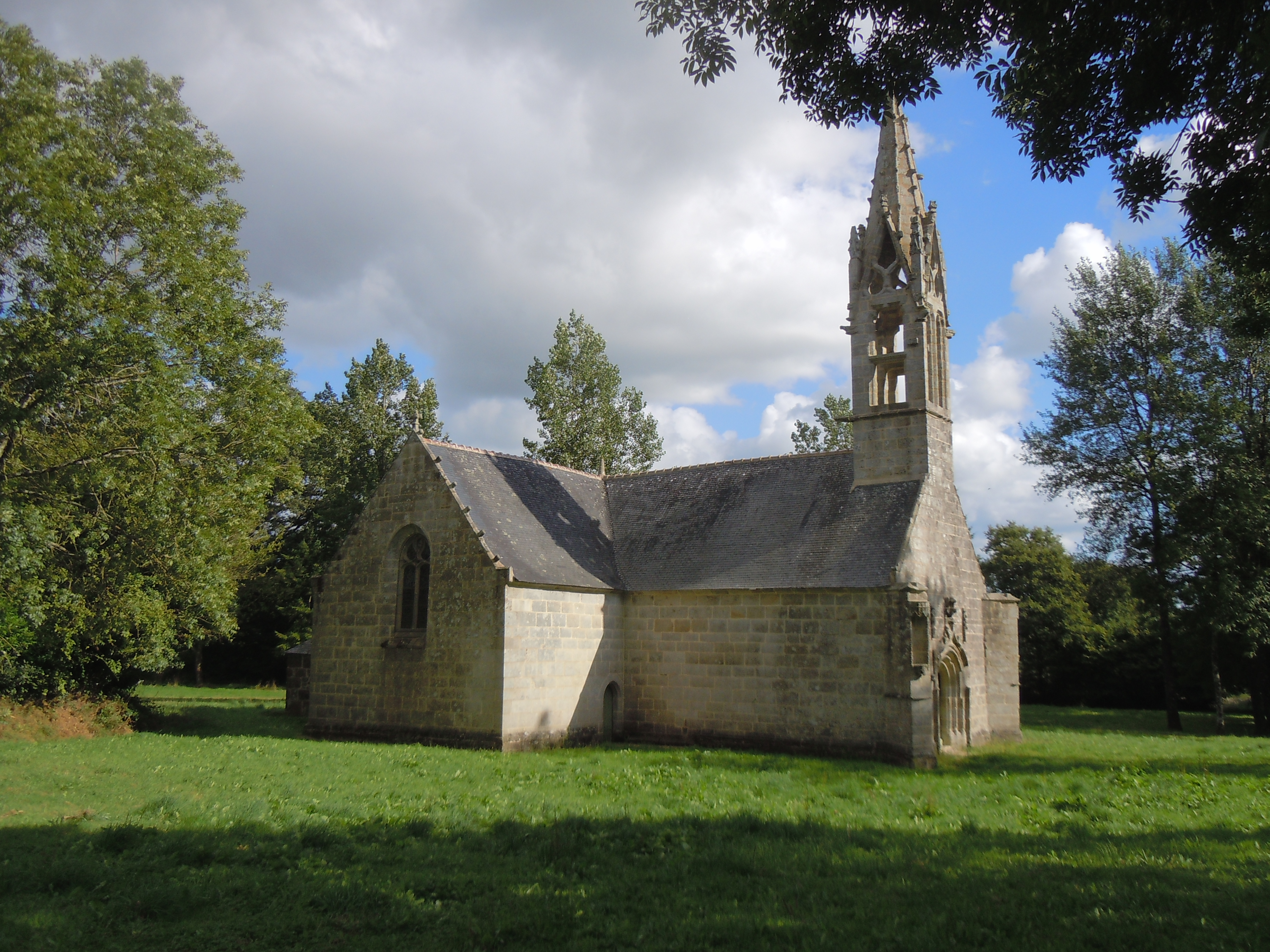
Kapelle Saint-Hervé
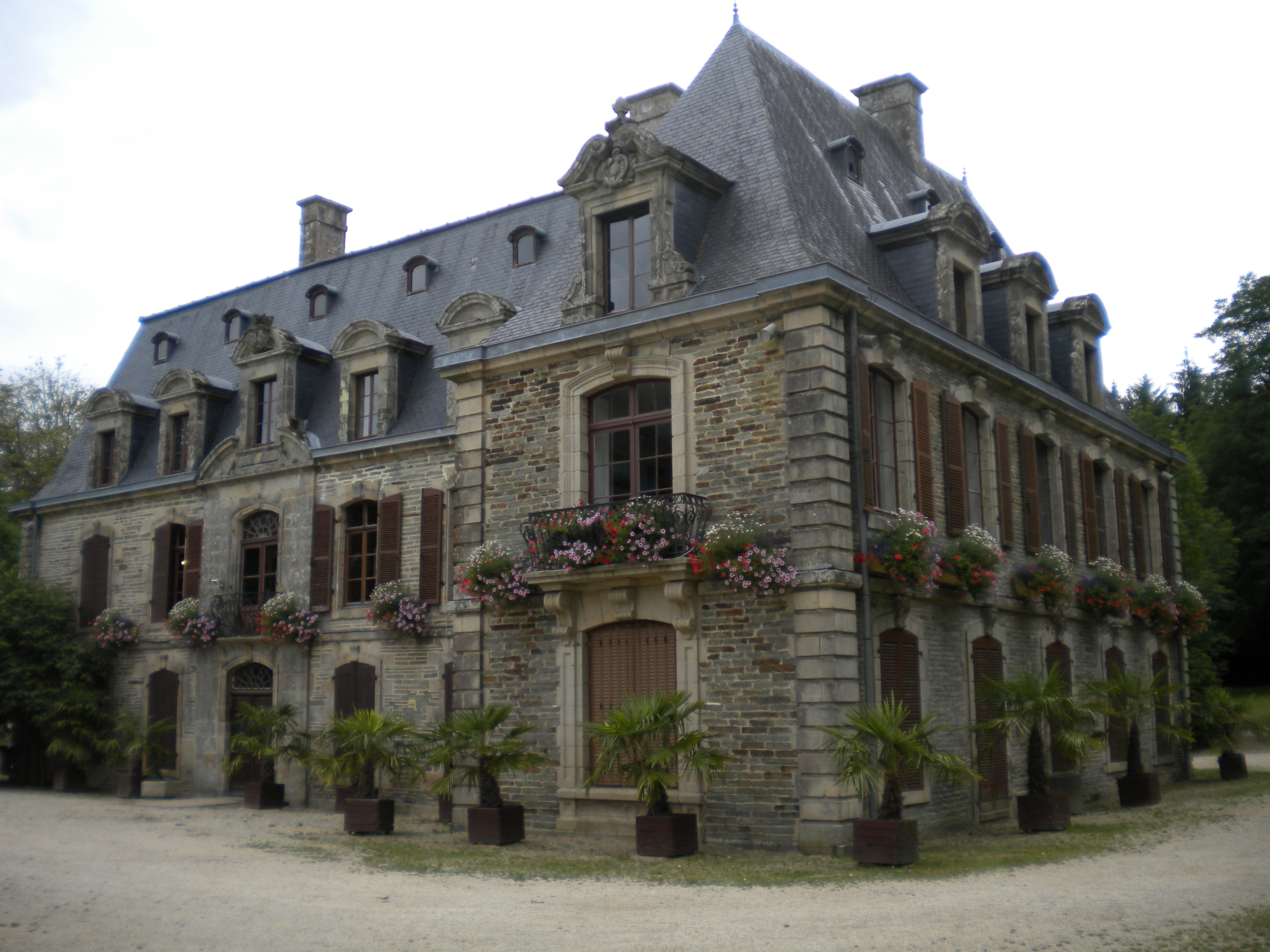
Schloss Tronjoly
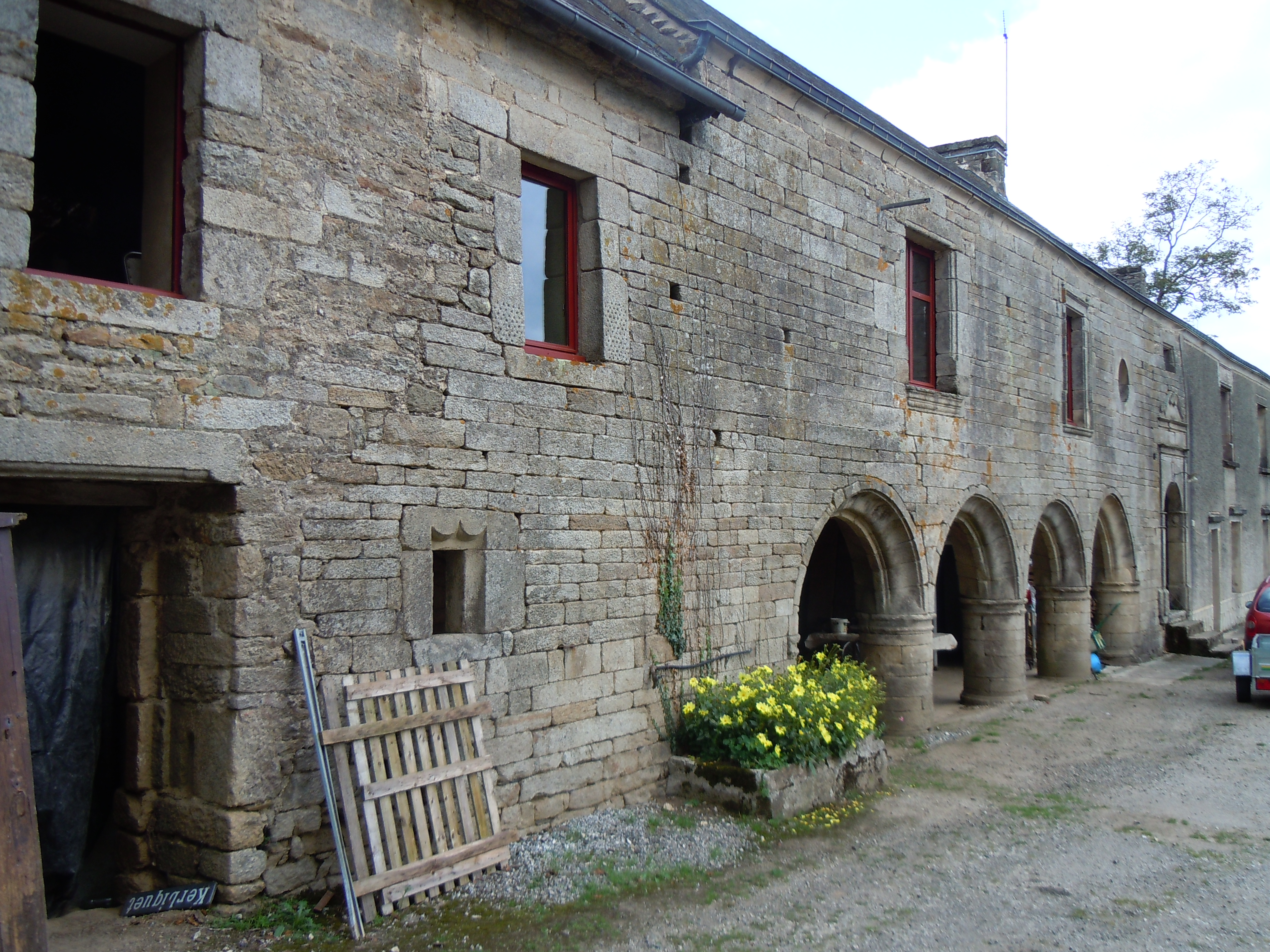
Herrenhaus von Kerbiguet
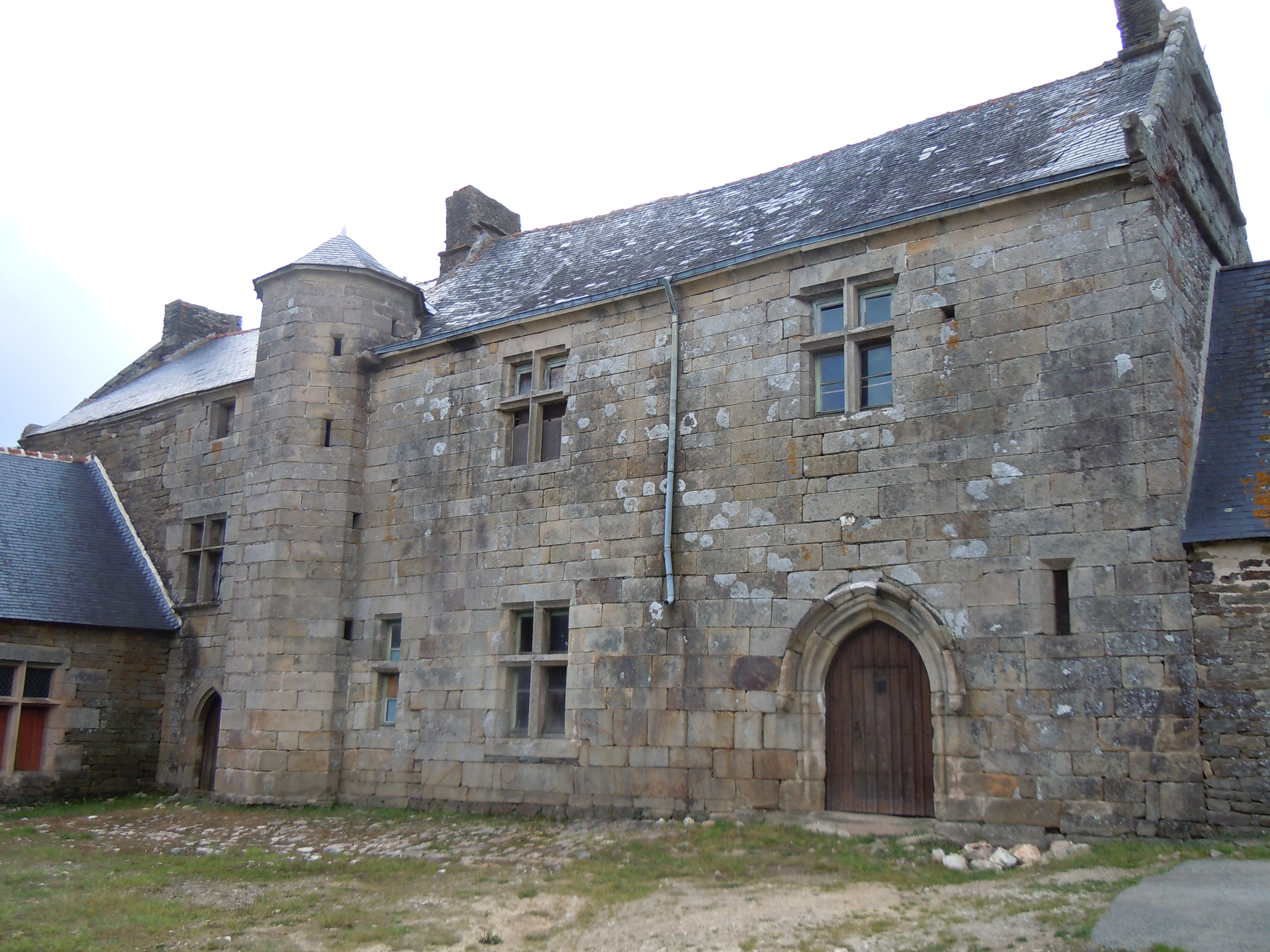
Herrenhaus von Menguionnet
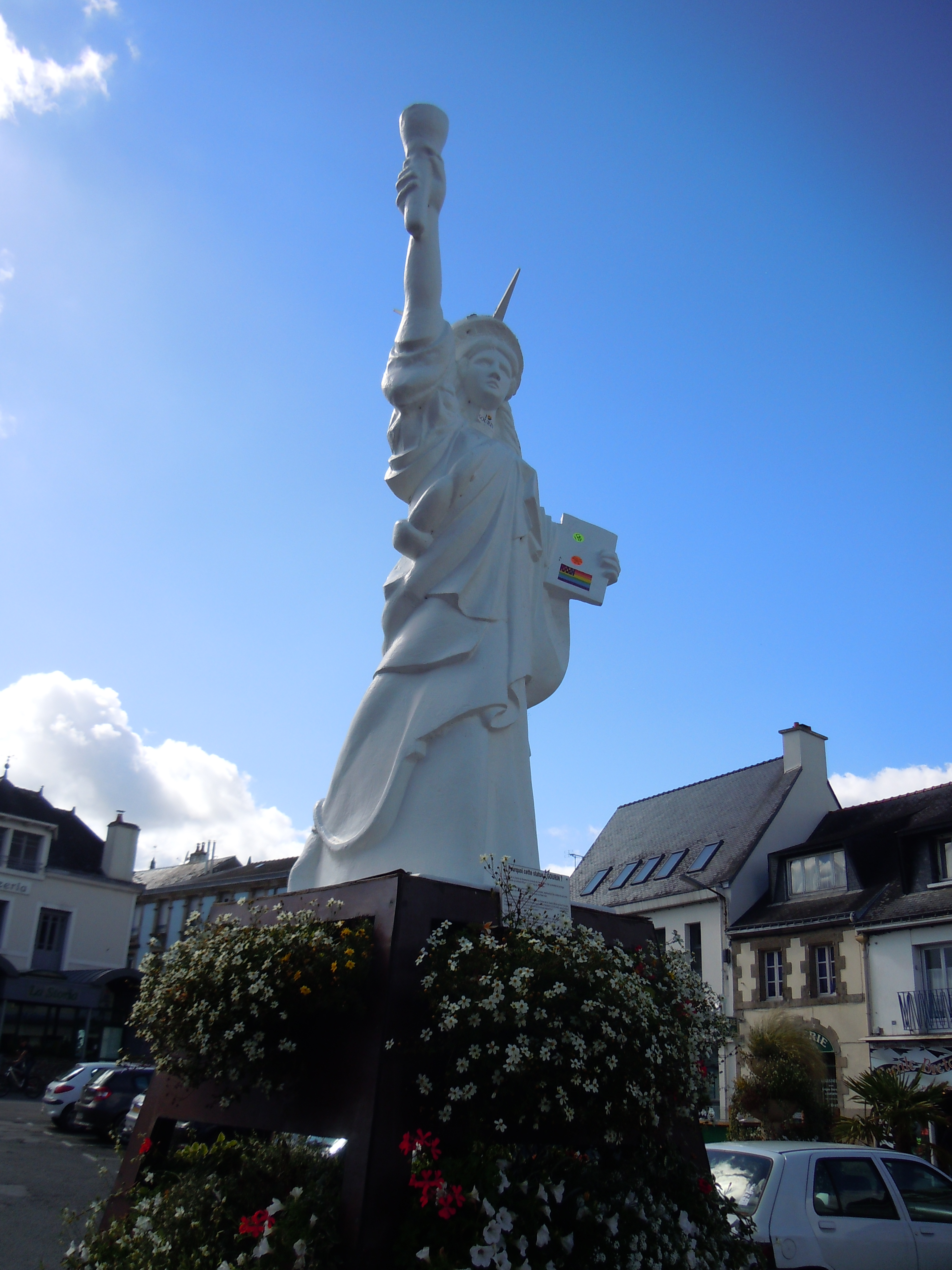
Replik der Freiheitsstatue

## Kultur
Ungewöhnlich für die Größe der Stadt ist das Fest ty gay à Gourin, ein seit 2008 Anfang August stattfindender Gay Pride mit an die 5.000 Besucher. Organisiert wird er von einem lokalen langjährigen Club-Besitzer und unterstützt durch die lokale Wirtschaft und die Gemeinde.